# Avoca (Wisconsin)
Avoca è un comune degli Stati Uniti, situato in Wisconsin e in particolare nella Contea di Iowa.